# Disembolus zygethus
Disembolus zygethus är en spindelart som beskrevs av Chamberlin 1948. Disembolus zygethus ingår i släktet Disembolus och familjen täckvävarspindlar. Inga underarter finns listade i Catalogue of Life.